# Mickey Hart

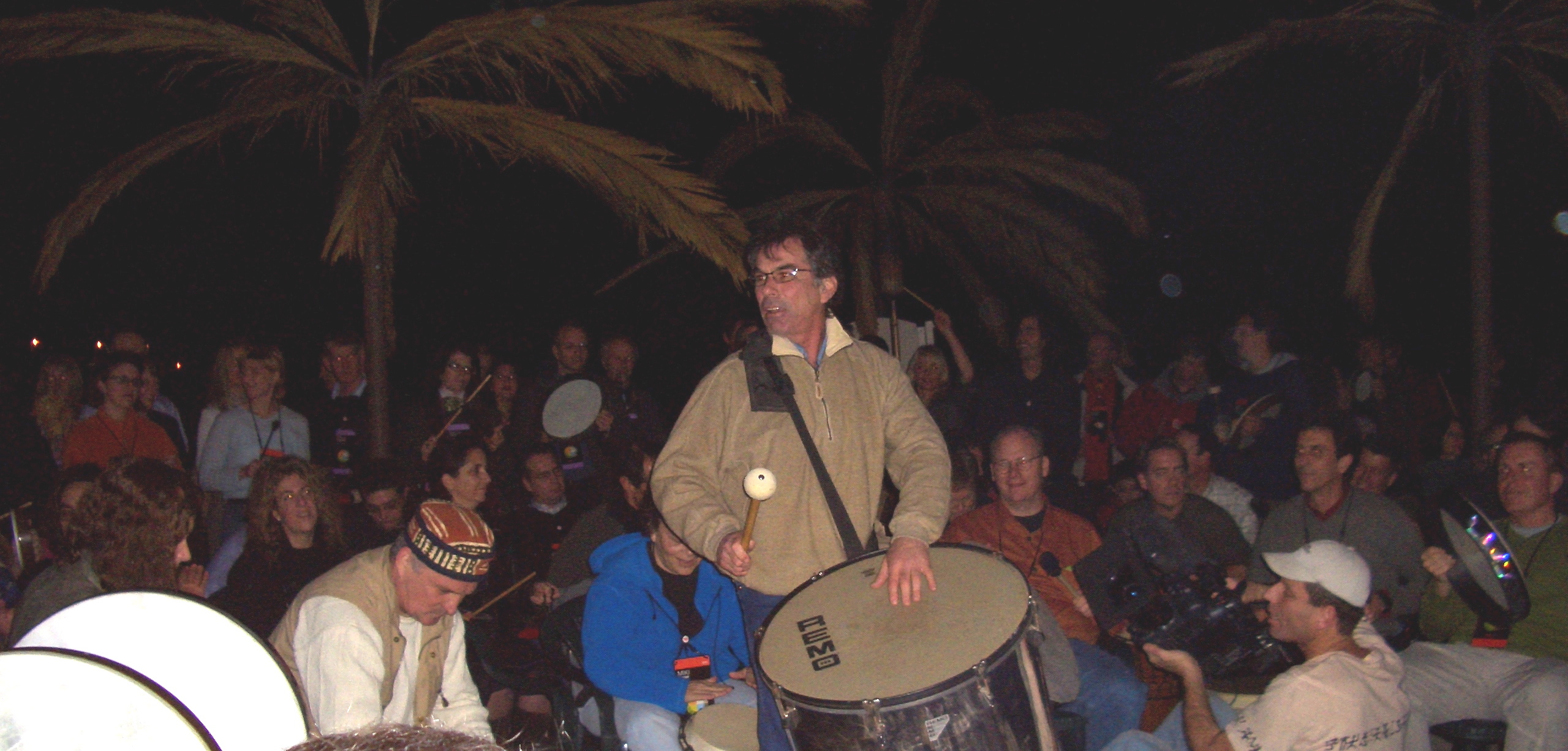
Mickey Hart liderando um círculo de tambores, fevereiro de 2005

Michael Steven Hartman (Brooklyn, 11 de setembro de 1943) é um percussionista e musicólogo americano. Ele é mais conhecido como um dos dois bateristas da banda de rock Grateful Dead. Ele foi membro da Grateful Dead de setembro de 1967 a fevereiro de 1971 e novamente de outubro de 1974 até o show final em agosto de 1995. Ele e seu companheiro de banda, Bill Kreutzmann, ganharam o apelido "the rhythm devils".

## Infância e educação
Michael Steven Hartman nasceu no bairro Flatbush, no Brooklyn, Nova Iorque. Ele foi criado no subúrbio de Inwood por sua mãe, Leah, baterista, criadora de vestidos e guarda-livros. Seu pai, campeão de rudimentos de percussão Lenny Hart, abandonou sua família quando o jovem Hart era pequeno. Embora Hart (que era hiperativo e não era academicamente inclinado) se interessasse por percussão quando era aluno do ensino fundamental, seu interesse se intensificou depois de ver a foto do pai em um noticiário documentando a Feira Mundial de 1939. Pouco tempo depois, ele descobriu um bloco de treino e um par de paus de madeira de cobra que pertenciam ao pai. "A partir dos dez anos", lembrou, "tudo o que fiz foi tocar bateria".
Ele frequentou a Lawrence High School em Cedarhurst, Nova Iorque. Hart recordaria mais tarde que muitos bateristas rudimentares campeões frequentavam sua escola; isso o inspirou a ascender à primeira cadeira na All State Band como aluno de Arthur Jones, que serviu de figura paterna para ele e garantiu que ele não fosse suspenso por negligenciar suas outras classes.
Enquanto trabalhava como soda jerk no El Patio, um clube de jazz em Atlantic Beach, Nova Iorque, ele foi influenciado pelas aparições regulares de Tito Puente. Alguns meses depois do colegial, ele descobriu o trabalho do baterista nigeriano Babatunde Olatunji, outra influência formativa. Olatunji mais tarde ensinou e colaborou com Hart.
Hart abandonou o ensino médio quando estava no último ano. Impressionado com seu pedigree musical, ele se alistou na Força Aérea dos Estados Unidos em 1961. Ele atuou como baterista no The Airmen of Note, uma unidade de elite de big bands da Força Aérea dos Estados Unidos, inspirada na célebre Banda das Forças Aéreas do Exército de Glenn Miller.
Por três anos e meio, ele esteve viajando por toda a Europa, onde também alegou ter ensinado "medidas de combate" (principalmente judô, nas quais alcançara faixa preta) a unidades do Comando Aéreo Estratégico e outras unidades na Europa. e áfrica. Durante uma turnê na Espanha, ele esteve com uma variedade de músicos de jazz notáveis (incluindo Gerry Mulligan e Count Basie), além de se apresentar em vários conjuntos (abrangendo a gama de pequenos combos de jazz a bandas marciais) e em sessões de gravação para shows locais. estrelas pop. Mais tarde, Hart indicou em uma entrevista de 1972 que sua designação de Aviadores de Notas serviu como uma "cobertura" para seus deveres instrutivos. Enquanto esteve na Força Aérea, ele co-fundou Joe e os Jaguars (alternativamente chamados de The Jaguars) com um colega de serviço, o guitarrista Joe Bennett.[carece de fontes?] Após sua dispensa em 1965, Hart retornou brevemente à Região Metropolitana de Nova Iorque, onde substituiu o baterista regular de uma banda como membro do sindicato local dos músicos.
Enquanto esteve no sul da Califórnia, ele descobriu que seu pai (agora empregado como executivo de uma associação de poupança e empréstimo em Los Angeles) ainda estava envolvido na comunidade de bateristas trabalhando na Remo. O fundador, Remo Belli, facilitou uma introdução antes de Hart ser transferido para a Espanha, mas o Hart mais velho logo desapareceu. Uma tentativa de reconciliação pós-alta (também mediada por Belli) provou ser mais bem-sucedida. Pouco tempo depois, pai e filho fundaram o Hart Music Center em San Carlos, Califórnia. No final de 1965 ou no início de 1966, Hart se apresentou em uma iteração inicial de William Penn and His Pals antes da participação de Gregg Rolie e da gravação do clássico do rock de garagem "Swami". Mais tarde, em 1966, Hart e Bennett retomaram brevemente sua colaboração antes de se alistar novamente para uma missão no Vietnã.[carece de fontes?]
No final do ano, ele havia se mudado com Michael Hinton, um estudante e amigo que o acompanharia a uma fatídica apresentação do Count Basie Orchestra no The Fillmore em meados de 1967. No show, Hart atendeu ao pedido do baterista da Grateful Dead, Bill Kreutzmann, de conhecer o baterista da Basie Orchestra, Sonny Payne, levando a um tutorial informal entre Hart e Kreutzmann e, daí, sua eventual introdução à Grateful Dead.